# Nazaj v prihodnost 3
Nazaj v prihodnost 3 (izvirno angleško Back to the Future Part Three) je ameriška znanstveno-fantastična avanturistična komedija iz leta 1990. Gre za tretji in zadnji del trilogije Nazaj v prihodnost. Film je režiral Robert Zemeckis, kot glavni igralci pa so nastopili Michael J. Fox, Christopher Lloyd, Mary Steenburgen, Thomas F. Wilson in Lea Thompson. Film se začne tam, kjer se je zaključil drugi del iz leta 1989: leta 1955 Marty McFly (Fox) odkrije, da je njegov prijatelj dr. Emmet ''Doc'' Brown (Lloyd) ostal ujet v letu 1885, kjer ga je ubil pradedek Biffa Tannena Buford (Wilson). Marty zato odpotuje v leto 1885, da bi rešil Doca, vendar se zadeve zapletejo, ko se Doc zaljubi v Claro Clayton (Steenburgen).
Nazaj v prihodnost 3 je bil posnet v Kaliforniji in Arizoni s proračunom 40 milijonov dolarjev in je bil sneman hkrati z drugim delom. V ZDA je bil izdan 25. maja 1990, le šest mesecev za predhodnikom. Po vsem svetu je zaslužil 244,5 milijona dolarjev in postal šesti najdonosnejši film leta 1990. Prejel je pozitivne ocene kritikov, ki so ga ocenili za boljšega od predhodnika.

## Zgodba
Marty McFly 12. novembra 1955 izve, da je njegov prijatelj, dr. Emmett ''Doc'' Brown, sedaj ujet v letu 1885. Marty poišče Doca iz leta 1955, s katerim po podatkih iz pisma, ki ga je Doc napisal leta 1885, najdeta in popravita DeLoreana. Marty odkrije Docov nagrobnik in ugotovi, da ga je šest dni po pisanju pisma ubil pradedek Biffa Tannena Buford Tannen. Marty posname fotografijo nagrobnika in odpotuje v leto 1885, da bi rešil Doca.
Marty prispe 2. septembra 1885 in se znajde sredi pregona Indijancev. Ti mu uničijo dovod za gorivo. Marty avto skrije v jamo in peš odide do Hill Valleyja. Tam sreča svojega prapradedka Seamusa in praprababico Maggie McFly, ki sta se sem priselila z Irske. Med potjo se zaleti v Buforda in njegovo tolpo. Buford ga poskuša linčati, vendar ga reši Doc. Marty mu pove za svoja odkritja in Doc se strinja, da bo odšel iz leta 1885. Problem je, da v tem letu še nimajo na voljo bencina, zato DeLorean ne more doseči 88 milj na uro, s tem pa zadostno hitrost za vrnitev.
Doc se domisli načrta z uporabo lokomotive, ki bi DeLoreana potisnila do želene hitrosti. Ko z Martyjem raziskujeta tire, ki jih nameravata uporabiti, opazita voz s konji, ki drvi proti prepadu. Doc reši potnico Claro Clayton, s katero se zaljubita. Marty prepreči Bufordu, da bi na mestnem festivalu ubil Doca, vendar ga Buford izzove na strelski dvoboj čez dva dni. Docovo ime izgine s fotografije nagrobnika, vendar datum ostane nespremenjen. Doc opozori Martyja, da je sedaj morda on tisti, ki ga je Buford ubil.
Noč pred odhodom Marty in Doc postavita DeLoreana na tire. Ker Doc ne more prepričati Clare, da je iz prihodnosti, se odloči, da bo ostal. Odide v salon, vendar gre Marty za njim, da bi ga prepričal, da se z njim vrne v prihodnost. Doc se tam napije. Buford pride zgodaj in kliče Martyja na dvoboj, vendar ga Marty zavrača. Doca spravi k sebi in skuša z njim pobegniti, vendar ju Bufordova tolpa zajame in Martyja prisili v dvoboj. Marty ga ukani in dvoboj se konča z Bufordovim padcem v vagon, poln gnoja. Nato je še aretiran zaradi predhodnega ropa. Marty in Doc pohitita s prizorišča, da bi ukradla lokomotivo.
Ko se Clara z vlakom odpravlja iz mesta, sliši prodajalca, ki govori o tem, kakšen je bil Doc z zlomljenim srcem v salonu. Clara uporabi prisilno zavoro in se vrne v mesto. Tam najde Docov model časovnega stroja in se odpravi za njim. Doc in Marty medtem začneta z ukradenim vlakom potiskati DeLoreana do 88-ih milj na uro. Clara uspe priti za njima, medtem ko Doc pleže proti DeLoreanu. Doc jo povabi, naj se mu pridruži. Ko Clara pleže proti Docu, pade in visi na obleki, ki se je zataknila za lokomotivo. Marty poda Docu letečo rolko iz leta 2015, da lahko ta reši Claro. Marty se tako sam vrne v leto 1985, medtem ko lokomotiva pade z nedokončanega mosta.
Marty prispe 27. oktobra 1985. Zadnji hip uspe splezati iz pokvarjenega DeLoreana, preden ga uniči tovorni vlak. Ugotovi, da se je vrnil v izboljšano sedanjost in najde spečo Jennifer na verandi. Po zaslugi lekcije, ki se je je naučil leta 1885, se izogne avtomobilski dirki z Douglasom J. Needlesom in s tem morebitni prometni nesreči. Ta bi usodno vplivala na Martyjevo življenje leta 2015. Jennifer se spomni na to in odpre faks sporočilo iz leta 2015, ki si ga je shranila, in ugotovi, da je besedilo v zvezi z Martyjevo odpovedjo izginilo.
Nenadoma se pojavi lokomotiva, opremljena s pretočnim kondenzatorjem. Na njem so Doc, Clara in njuna dva otroka, Jules in Verne. Doc podari Martyju fotografijo njiju dveh pred uro na festivalu leta 1885. Jennifer ga vpraša o faksu z izbrisanim besedilom. Doc ji odgovori, da to pomeni, da prihodnost še ni napisana. Nato z vlakom izgine v neznanem času.

## Igralska zasedba
- Michael J. Fox kot Marty McFly in Seamus McFly
- Christopher Lloyd kot dr. Emmett ''Doc'' Brown
- Mary Steenburgen kot Clara Clayton
- Thomas F. Wilson kot Buford ''Mad Dog'' Tannen in Biff Tannen
- Lea Thompson kot Maggie McFly in Lorraine Baines-McFly
- James Tolkan kot maršal James Strickland
- Elisabeth Shue kot Jennifer Parker
- Flea kot Douglas J. Needles
- Matt Clark kot natakar

## Produkcija
Izvor teme divjega zahoda za tretji del franšize Nazaj v prihodnost leži v produkciji izvirnega filma. Med snemanjem prvega filma je režiser Zemeckis vprašal Michaela J. Foxa, katero časovno obdobje bi si želel obiskati. Fox mu je odgovoril, da bi želel obiskati stari divji zahod in spoznati kavboje. Zemeckisa in producenta Boba Galea je ideja pritegnila, vendar sta jo zadržala do tretjega dela. Namesto da bi uporabili obstoječo sceno, so ustvarjalci filmov Hill Valley iz leta 1885 zgradili iz nič. Prizore na divjem zahodu so snemali v Oak Parku v Kaliforniji in Monument Valleyju. Nekaj lokacij za snemanje so našli tudi v Jamestownu v Kaliforniji in na namensko postavljenem mestu na ranču Red Hills v bližini Sonore v Kaliforniji. Nekatere prizore z vlakom so posneli v Državnem parku zgodovinske dediščine Railtown v Jamestownu. Medtem ko je prvi film predstavljal materialistično idejo o uspehu, si je Zemeckis tretji del zamislil kot človeško potovanje z duhovnimi poudarki.
Snemanje nadaljevanj prvega filma Nazaj v prihodnost je trajalo do leta 1989 in je združilo velik del ekipe izvirnika. Filma sta bila posneta v 11-ih mesecih, kar je prihranilo tritedenski premor med snemanji drugega in tretjega dela. Najtežji del je predstavljala montaža drugega dela po posnetem tretjem delu, kar je Zemeckisu vzelo tri tedne. Medtem ko je Zemeckis v Sonori snemal večino prizorov z vlakom, je Gale v Los Angelesu nadzoroval zaključek drugega dela. Zemeckis se je po snemanju vkrcal na zasebno letalo do Burbanka, kjer so ga Gale in preostali sodelavci pozdravili z večerjo. Zatem je pregledal posneti material tistega dneva in po potrebi vnesel spremembe. Prespal je v hotelu Sheraton Universal. Naslednje jutro se je odpeljal do letališča Burbank, kjer se je vkrcal na letalo za severno Kalifornijo, kjer je nadaljeval snemanje filma.
Čeprav je bil takšen urnik naporen za večino vpletenih, so igralci snemanje tretjega dela v primerjavi s predhodnikom dojemali kot oddih.
Pri ustvarjanju lika Clare Clayton so že imeli v mislih igralko Mary Steenburgen, ki jo je pozneje upodobila. Ob prejemu scenarija ni bila navdušena nad svojo vlogo, vendar jo je pozneje vzljubila zaradi svojih otrok, ki so bili navdušeni nad prvim filmom. V tretjem delu je z njo Lloyd doživel svoj prvi poljub pred kamerami. Plesna scena na Hill Valley festivalu se je za Lloyda in Steenburgenovo izkazala za nevarno, saj si je slednja v zanosu med plesom pretrgala vez v stopalu.
V filmu so kot trije starejši moški v salonu nastopili tudi veterani iz vestern filmov Pat Buttram, Harry Carey mlajši in Dub Taylor. Buttram je postal mlajšemu občinstvu sicer poznan po vlogi nottinghamskega šerifa v Disneyjevi verziji Robina Hooda. Vključitev teh znanih vestern igralcev je bila omenjena v več dokumentarnih filmih o franšizi, pa tudi v dokumentarcu o zakulisju, ki je bil vključen v DVD izdajo, in v osmrtnici enega od igralcev. Glasbenike v stilu starega zahoda so odigrali člani zasedbe ZZ Top.
Snemanje filma, katerega zgodba se dogaja na starem zahodu, je bilo všeč kaskaderjem, ki so bili vsi izkušeni jezdeci. Leta 2002 se je Gale spominjal, da so mnogi hollywoodski kaskaderji želeli sodelovati pri tem projektu. Thomas F. Wilson, ki je upodobil Buforda Tannena, se je odločil, da bo sam izvedel svoje kaskaderske prizore, zato je porabil veliko časa, da se je naučil jahanja konja in metanja lasa. Snemanje filma so sicer ustavili, ko je Foxu umrl oče in ko se mu je rodil sin.
Alan Silvestri je z Zemeckisom sodeloval že več let in se mu je pridružil tudi za sestavo partiture za tretji del franšize Nazaj v prihodnost. Namesto navodil, kako naj glasba zveni, je Zemeckis Silvestriju dejal, da naj se postavi v vlogo igralca in ugotovi, kakšna čustva mu vzbudi posamezen lik.
Sodelovanje pri ustvarjanju fotografije tretjega dela se je kinematografu Deanu Cundeyju zdelo kot sanje, saj je kot večina vpletenih z navdušenjem sprejel snemanje vesterna. Filmski ustvarjalci so za vsako prizorišče iskali svetlo barvito sliko s pridihom tona sepije v določenih posnetkih. Zemeckis si je za film zaželel spektakularen vrhunec. Za ta namen je koordiniral igralce, desetkolesno parno lokomotivo, pirotehniko in druge posebne učinke ter veliko število tehnikov naenkrat. Tako kot pri obeh predhodnih filmih iz trilogije je za vizualne učinke poskrbelo podjetje Industrial Light & Magic, ki ga je ponovno vodil Wes Takahashi. Med drugim je poskrbel za DeLoreanove sekvence potovanja skozi čas.

## Domači mediji
8. novembra 1990 je MCA/Universal Home Video izdal Nazaj v prihodnost 3 na VHS (kaseti), 17. decembra 2002 pa še na DVD-ju. Na Blu-rayju je prvič izšel leta 2010 ob 20-letnici filma, sledila je ponovna izdaja leta 2015 ob 25-letnici filma in 4K izdaja leta 2020 ob 30-letnici filma.
Glasba za film je izšla 29. maja 1990 pri založbi Varese Sarabande. Večina je delo Alana Silvestrija, vsebuje tudi orkestralno verzijo pesmi Doubleback, ki so jo izvedli v filmu na festivalu leta 1885. Posebna izdaja na dveh CD-jih je izšla 12. oktobra 2015 v počastitev 25-letnice filma in vsebuje izvirno partituro (26 skladb) na prvem ter aranžma alternativnih variacij in izvirne glasbe na drugem CD-ju.

## Izid

### Zaslužek
Film je že v prvem tednu po izdaji v ZDA zaslužil 23 milijonov ameriških dolarjev, skupno pa 87,6 milijona dolarjev (ali približno 152,4 milijona dolarjev upoštevajoč inflacijo od januarja 2011). Po svetu je skupno zaslužil 243 milijonov dolarjev.

### Kritike
Spletna stran za filmske ocene Rotten Tomatoes je za film objavila oceno 80 %, ki jo je dalo 44 mnenj, povprečna ocena je bila 6,72 od 10. Kritiki so bili soglasni, da zadnji del trilogije pripelje do zadovoljivega konca s preprostejšim, slajšim načinom norčij o potovanju skozi čas. Na strani Metacritic je film prejel povprečno oceno 55 od 100, ki je temeljila na 19 kritikah, kar kaže na mešane ali povprečne odzive. Občinstvo, ki ga je anketirala stran CinemaScore, je filmu dalu povprečno oceno A- na lestici od A+ do F, enako kot drugemu delu.
Kim Newman, sodelavec revije Empire, je film ocenil s štirimi izmed petih zvezd. Zapisal je, da film obnovi zanimanje iz prvega filma in ima zadovoljivo popolno zgodbo. Posebej je pohvalil Michaela J. Foxa, da je poskrbel, da je film zmeraj tekel. Omenil je, da je romanca med Christopherjem Lloydom in Mary Steenburgen smešna. Najboljši se mu je zdel konec filma, v katerem se pojavi tudi eden najboljših časovnih strojev vseh časov in ki poda srečen zaključek serije filmov za vse like.
Leonard Maltin je film ocenil s tremi in pol od štirih zvezdic ter zapisal, da gre za najboljši film iz trilogije, ki ponuja veliko zabave, bleščečih posebnih učinkov in izjemno domišljijo. Po njegovem je bila pri ustvarjanju na delu prava filmska čarovnija. Michael McWhertor s spletne strani Polygon je nasprotno menil, da je tretji del slabši od prvega, vendar boljši od drugega. Pohvalil je komične in romantične elemente filma, posebej pa je izpostavil igro Thomasa F. Wilsona kot Buforda Tannena.
Roger Ebert iz Chicago Sun Times je filmu pripisal dve in pol od štirih zvezd, saj ga nikakor niso prepričali motivi vesterna. Vincent Canby iz The New York Times je pohvalil igro Christopherja Lloyda, vendar je obenem dodal, da film deluje kot začetek nadaljevalne televizijske serije in da je film »... tako sladek, da ga je skoraj takoj pozabil.«
Komentatorji so opazili vzporednice med filmoma Time After Time in Nazaj v prihodnost 3. Igralka Mary Steenburgen je povedala:
»Pravzaprav sem odigrala enak prizor v obeh filmih. Moški iz drugega časovnega obdobja mi je povedal, da je zaljubljen vame, vendar se je moral vrniti v svoj čas. Moj odgovor v obeh primerih je bila seveda nevera in da ju odpišem iz svojega življenja. Nato sem ugotovila, da sem se zmotila in da je moški v resnici iz drugega časa, zato sem šla za njima, da bi jima izpovedala svojo ljubezen. Čuden občutek je, ko že drugič v karieri po toliko letih razmaka, snemaš isto sceno.«
Zdi se, da je bila vloga Steenburgenove v filmu Nazaj v prihodnost 3 namensko podobna prejšnji vlogi. V filmu Time After Time je upodobila žensko, ki živi v 20. stoletju, popotnik po času pa je prišel iz 19. stoletja, medtem ko je v filmu Nazaj v prihodnost 3 nastopila kot ženska v 19. stoletju, ki se zaljubi v popotnika po času iz 20. stoletja. V obeh filmih ženska odide s popotnikom, da bi živela v svojem časovnem obdobju.

### Nagrade
Leta 1990 je film prejel nagradi saturn za najboljšo glasbo (prejel jo je Alan Silvestri) in najboljšega stranskega igralca, ki jo je prejel Thomas F. Wilson. Leta 2003 je prejel tudi posebno nagrado AOL Movies DVD Premiere za najboljšo posebno izdajo leta, ki jo podelijo na podlagi spletnega glasovanja.

### V Sloveniji
Film je bil v Sloveniji predvajan pod naslovom Vrnitev v prihodnost 3, premiera je bila 18. septembra 1990 v ljubljanskem kinu Bežigrad.